# Karl Knies
Karl Gustav Adolf Knies (Marburgo, 29 de marzo de 1821 - Heidelberg, 3 de agosto de 1898) fue un economista alemán de la escuela historicista alemana de economía, más conocido como autor de  La política económica desde la perspectiva del método histórico (1853). Knies enseñó en la Universidad de Heidelberg durante más de 30 años y fue quizás el economista más orientado a la teoría de la antigua escuela histórica.
Al igual que otros miembros de dicha escuela, Knies rechazaba las actitudes de la «escuela clásica» (Adam Smith, David Ricardo y sus seguidores), en particular su creencia de que la búsqueda del interés individual redundaba en el bien de la comunidad. En su obra  La política económica desde la perspectiva del método histórico, comenta que el interés propio es «por así decirlo, de interés público en su debilidad y peligroso en su fuerza» (gemeinnützig, so zu sagen, in seine Schwäche und gefährlich in seine Stärke).

## Biografía
Entre 1841 y 1845, Knies estudió en la Universidad de Marburgo y terminó sus estudios en 1846 con una tesis doctoral. Por encargo del ministro de marzo Bernhard Eberhard, elaboró en 1849 el plan para la fundación de una escuela politécnica en Kassel, en la que debía ocupar un puesto de profesor. Sin embargo, su ascenso a profesor se frustró porque se negó a declarar que no diría nada en contra de la política del ministerio de Ludwig Hassenpflug.
En 1852 aceptó un puesto de profesor en la escuela cantonal de Schaffhausen y en 1855 fue nombrado profesor de ciencias camerales en Friburgo de Brisgovia y allí redactó en 1860, cuando estaba a punto de firmarse el concordato de Baden, la Promemoria de los profesores protestantes de la Universidad Estatal de Baden en Friburgo. Tras el nombramiento de un ministerio liberal, fue elegido miembro de la Segunda Cámara de la Asamblea de los Estados de Baden y, en 1862, director del Consejo Superior de Educación.
En este cargo elaboró el proyecto de reforma de la enseñanza primaria en Baden y, cuando la agitación del clero católico agravó la guerra cultural de Baden, la ley especial sobre las autoridades de supervisión de las escuelas primarias (del 29 de julio de 1864), que sustituyó a los visitadores escolares eclesiásticos y a las inspecciones locales por consejos escolares seculares. Cuando se alcanzó un compromiso entre el Gobierno y los ultramontanos, Knies dimitió y en 1865 fue nombrado profesor de ciencias políticas en Heidelberg. Fue miembro de la Comisión Histórica de Baden-Württemberg. De 1877 a 1887, Knies fue miembro de la Primera Cámara de la Asamblea de los Estamentos, nombrado por el gran duque.

## Influencia
Knies fue muy importante para el pensamiento económico estadounidense temprano, ya que algunos de sus fundadores estudiaron con él, por ejemplo, John Bates Clark asistió de 1872 a 1875 a la Universidad de Zúrich y a la Universidad de Heidelberg, donde estudió con él; Clark supervisó la tesis de Frank Knight, quien a su vez influyó en Paul Samuelson, el primero en ganar la Medalla John Bates Clark al mejor economista estadounidense menor de cuarenta años. Richard T. Ely estudió con Knies y obtuvo su doctorado en 1879 en Heidelberg. Knies es la figura más importante de la red de ganadores del Premio Nobel de Economía.

## Publicaciones (selección)
- Die Statistik als selbständige Wissenschaft. Kassel 1850.
- Die katholische Hierarchie etc. Halle 1852.
- Die politische Ökonomie vom Standpunkt der geschichtlichen Methode. Braunschweig 1853 (2. Aufl. 1883).
- Die Eisenbahnen und ihre Wirkungen. Braunschweig 1853.
- Der Telegraph als Verkehrsmittel. Tübingen 1857.
- Die Dienstleistung des Soldaten und die Mängel der Konskriptionspraxis. Freiburg 1860.
- Zur Lehre vom volkswirtschaftlichen Güterverkehr. Tübingen 1862.
- Finanzpolitische Erörterungen. Heidelberg 1871.
- Geld und Kredit. Berlin 1873/1876 (3 Bde., 2. Aufl. 1885 ff.)
- Weltgeld und Weltmünze. Berlin 1874.